# Milán-San Remo 1934
La Milán-San Remo 1934 fue la 27.ª edición de la Milán-San Remo. La carrera se disputó el 26 de marzo de 1934. El vencedor final el belga Joseph Demuysere, que se impuso en solitario en la meta de San Remo.

## Clasificación final
| Posición | Ciclista           | Equipo         | Tiempo     |
| -------- | ------------------ | -------------- | ---------- |
| 1        | Joseph Demuysere   | Genial Lucifer | 7h 49' 30" |
| 2        | Giovanni Cazzulani | Gloria         | + 1' 40"   |
| 3        | Francesco Camusso  | Gloria         | + 3' 00"   |
| 4        | Aldo Canazza       | Gloria         | + 3' 30"   |
| 5        | Giuseppe Graglia   | -              | m. t.      |
| 6        | Giuseppe Cassin    | -              | m. t.      |
| 7        | Bernardo Rogora    | Gloria         | m. t.      |
| 8        | Michele Mara       | Bianchi        | m. t.      |
| 9        | Carlo Romanatti    | Ganna          | m. t.      |
| 10       | Félicien Vervaecke | Labor et Gamma | m. t.      |